# Masters of Rome
Masters of Rome ist eine Romanserie der australischen Schriftstellerin Colleen McCullough.
Der englische Titel bedeutet „Die Herren von Rom“ und bezieht sich auf die zentralen Figuren der Werke, welche die führenden Persönlichkeiten des Römischen Reichs in den Jahren von 110 v. Chr. bis 27 .v. Chr. waren.

## Werke
Die Romanreihe umfasst ursprünglich 6 Werke, welche teilweise getrennt verlegt wurden. Die Titel der deutschen Übersetzungen und der Originalausgaben sind:
- Die Macht und die Liebe (The First Man in Rome), 1990; handelt von den Kriegen des Marius gegen Jugurtha und die Germanen (110 v. Chr.-100 v. Chr.)
- Eine Krone aus Gras (The Grass Crown), 1991; handelt vom Entstehen des Bundesgenossenkrieges und dem Tode des Marius (98 v. Chr.-86 v. Chr.)
- Günstlinge der Götter 1 – Die Weggefährten (Fortune's Favorites), 1993; handelt vom Aufstieg des Pompeius und Caesars während Sullas Diktatur
- Günstlinge der Götter 2 – Die Todfeinde (Fortune's Favorites), 1993
- Caesars Frauen (Caesar's Women), 1996; 68 v. Chr.-58 v. Chr.
- Rubikon (Caesar), 1997; behandelt die Jahre von 54 v. Chr. bis zu Pompeius′ Tod im Jahre 48 v. Chr.
- Das Erbe Caesars (The October Horse), 2002; handelt von Caesars Ermordung 44 v. Chr. und der Verfolgung der Mörder durch Octavian und Marcus Antonius
- Antony and Cleopatra; 2007

## Handelnde Hauptpersonen
In den ersten beiden Romanen sind Gaius Marius und Lucius Cornelius Sulla die zentralen Personen. Hiernach sind es Gaius Iulius Caesar und Gnaeus Pompeius Magnus (bis „Rubikon“).

### Die Julii
- Gaius Iulius Caesar, Caesars Großvater, Vater von Sextus Iulius Caesar und Gaius Iulius Caesar und der Iulia (sowie im Roman der Julilla)
- Iulia, die Ehefrau des Marius
- Iulia Minor, genannt Julilla – in den Romanen die erste Ehefrau des Sulla, Mutter des Sohns und der Tochter Sullas (keine historisch nachgewiesene Verbindung, Ehefrau des Sulla hieß zwar Iulia, unklar ist jedoch, welcher Familie sie angehörte)
- Gaius Iulius Caesar, Vater des Caesar und der Iulia, Urgroßvater des Augustus
- Aurelia, Mutter des Caesar, entstammte der Familie Cotta
- Iulia (auch Iulia Major), Schwester Caesars, Ehefrau des Marcus Atius Balbus, Mutter der beiden Atia
- Gaius Iulius Caesar, Triumvir und späterer Diktator
- Cornelia „Cinnilla“, Cäsars erste Ehefrau, Tochter des Lucius Cornelius Cinna
- Iulia, Tochter von Caesar und Cornelia, vierte Ehefrau des Gnaeus Pompeius Magnus
- Pompeia Sulla, zweite Ehefrau des Cäsar, Enkelin des Sulla

### Die Pompeii
- Gnaeus Pompeius Strabo, Vater des Pompeius
- Gnaeus Pompeius Magnus, (allgemein als Pompeius bezeichnet), Mitglied des Triumvirat, Schwiegersohn des Sulla sowie des Caesar
- Aemilia Scaura, zweite Ehefrau des Pompeius, Tochter des Marcus Aemilius Scaurus
- Mucia Tertia, dritte Ehefrau des Pompeius, Schwiegertochter des Gaius Marius, Ehefrau des Gaius Marius der Jüngere
- Sextus Pompeius, zweiter Sohn des Pompeius und Murcia Tertias

### Die Cornelii
- Lucius Cornelius Sulla Felix, genannt Sulla
- Iulia Minor, genannt Julilla – in den Romanen die erste Ehefrau des Sulla, Mutter des Sohns und der Tochter Sullas (keine historisch nachgewiesene Verbindung, Ehefrau des Sulla hieß zwar Iulia, unklar ist jedoch, welcher Familie sie angehörte)
- Faustus Cornelius Sulla, Sohn des Sulla

### Die Familie Marius
- Gaius Marius, genannt Marius
- Iulia, die Ehefrau des Marius
- Gaius Marius der Jüngere, der Sohn des Marius
- Mucia Tertia, Ehefrau des Gaius Marius der Jüngere
- Marcus Marius Gratidianus, Neffe des Marius

### Weitere wichtige Personen
- Publius Rutilius Rufus
- Quintus Caecilius Metellus Numidicus und dessen Sohn
- Marcus Aemilius Scaurus Vater und Sohn
- Marcus Livius Drusus
- Servilia Caepionis
- Marcus Tullius Cicero
- Marcus Porcius Cato
- Titus Pomponius Atticus, genannt Atticus

## Inhalte
Die ersten beiden Bände behandeln den Aufstieg des Marius und Sullas sowie deren spätere Feindschaft nach dem Bundesgenossenkrieg. Hiernach werden der Aufstieg Caesars unter der Diktatur Sullas sowie die Feldzüge des Pompeius beschrieben. „Rubikon“ widmet sich dem Siege Caesars in Gallien und der Überschreitung des Flusses; „Das Erbe Caesars“ endet mit dem Tod seiner Mitmörder Brutus und Cassius bei der Schlacht bei Philippi.